# Boo de Guarnizo
Boo de Guarnizo o simplemente Boo es una barriada de la localidad de Guarnizo, perteneciente al municipio de El Astillero, Cantabria en España. Este barrio se extiende al norte del municipio, en un margen de la ría homónima. Boo de Guarnizo está a una distancia de 2,5 kilómetros de la capital municipal, y a 15 metros de altitud. En el año 2006 el barrio contaba con 1169 habitantes.
Destaca el sector industrial con una fábrica de Ferroatlántica, dedicada a elaborar aleaciones férreas.

## Historia
En su término hay un yacimiento prehistórico llamado El Gurugú, datable probablemente en la Edad del Hierro (Hierro II), aunque Eduardo Peralta Labrador señaló que también pudo haber sido de época romana. En él se han hallado túmulos, cerámicas lisas y molinos planos de arenisca.